# Grupo Islámico Combatiente Marroquí
El Grupo Islámico Combatiente Marroquí (GICM), Grupo Combatiente Islámico o Grupo Combatiente Marroquí es una organización terrorista islamista suní y yihadista afiliada a la red de Al Qaeda.
El GICM es uno de los distintos grupos armados del norte de África que se formó en campos de entrenamiento de Al Qaeda en Afganistán en los años noventa. Junto con otros grupos vinculados a Al Qaeda, el GICM fue considerado como parte del terrorismo internacional por la Resolución 1267 del Consejo de Seguridad de las Naciones Unidas, poco después de los atentados del 11 de septiembre de 2001.
El GICM pretende instalar un régimen fundamentalista islámico en Gran Marruecos, pero cuenta con miembros en toda Europa occidental y en Canadá. Reivindican cómo parte de esa nación islámica radical Marroquí a Gran Marruecos, Ceuta, Melilla, Sáhara Occidental, Islas Chafarinas, Isla de Perejil y Peñón de Vélez de la Gomera. En mayo de 2003, en un atentado que llevó a cabo en Casablanca murieron 45 personas, entre ellas los 12 atacantes suicidas. En los atentados del 11 de marzo de 2004 en Madrid, presuntamente mataron a 193 personas e hirieron a más de 2.000, posiblemente junto a otras células islamistas.
A este grupo se le vincula con los atentados del 11 de marzo de 2004: Célula vinculada a Grupo Islámico Combatiente Marroquí.
A este grupo se le vincula por formar parte de Al Qaeda del Magreb Islámico.
Se considera al Partido Istiqlal su referente en la política nacional de Marruecos, Sahara Occidental…